# Schonerbark
Eine Schonerbark ist ein Großsegler mit drei oder mehr Masten, den man auch als Barkentine (früher: eine Schonerbark mit Rahtopp am Großmast), Hermaphrodit-Bark (Zwitter-Bark; engl. hermaphrodite barque oder barquentine) oder seltener als Barkschoner bezeichnet. Es handelt sich dabei um einen Mischtyp aus Bark und Schoner. Der (vordere) Fockmast ist voll rahgetakelt, die übrigen Masten tragen Schoner- oder Gaffelsegel. Diese Takelungsart wurde um 1800 in den USA entwickelt.
Ein moderner Vertreter dieses Schiffstyps ist das chilenische Segelschulschiff Esmeralda. Es trägt am Fockmast nur Rahsegel, an den übrigen drei Masten Gaffelgroßsegel, Gaffeltoppsegel und Stagsegel (dreieckige Schratsegel). Das spanische Segelschulschiff Juan Sebastián de Elcano ist hingegen ein Viermastmarssegelschoner. (Dreimast)-Bramsegelschoner (mit Untermast und Bramstenge) und (Dreimast)-Marssegelschoner (auch Toppsegelschoner genannt, mit Untermast, Bramstenge und Marsstenge) stellen nach Takelungsart und Bauweise des Fockmastes stets Schoner-Varianten dar, sofern ein Gaffelsegel am Fockmast angeschlagen ist (alle Masten mit Gaffelsegel). Führt der Fockmast keine Gaffelsegel, hat also eine reine Rahtakelung, handelt es sich indes um eine Schonerbark-Variante; z. B. wäre ein Dreimaster mit Großrahtopp und reiner Rahtakelung am Fockmast als (Dreimast)-Bramsegelschonerbark (bei Vorhandensein einer Bramstenge) bzw. (Dreimast)-Marssegelschonerbark (bei Vorhandensein sowohl von Mars- als auch Bramstenge) anzusprechen. Es gab bzw. gibt Schonerbarken mit drei (z. B.Mercator [1932], Antigua [1956] und Thalassia [1980]), vier (z. B. Mozart [1904], Beethoven [1904] und Esmeralda [1952]), fünf (z. B. die US-Schiffe City of Pascagoula, Mantova, Marsala und City of Waco) und sogar sechs Masten; von der letzteren Kategorie existierten allerdings lediglich zwei Exemplare; in beiden Fällen handelte es sich um Umbauten:

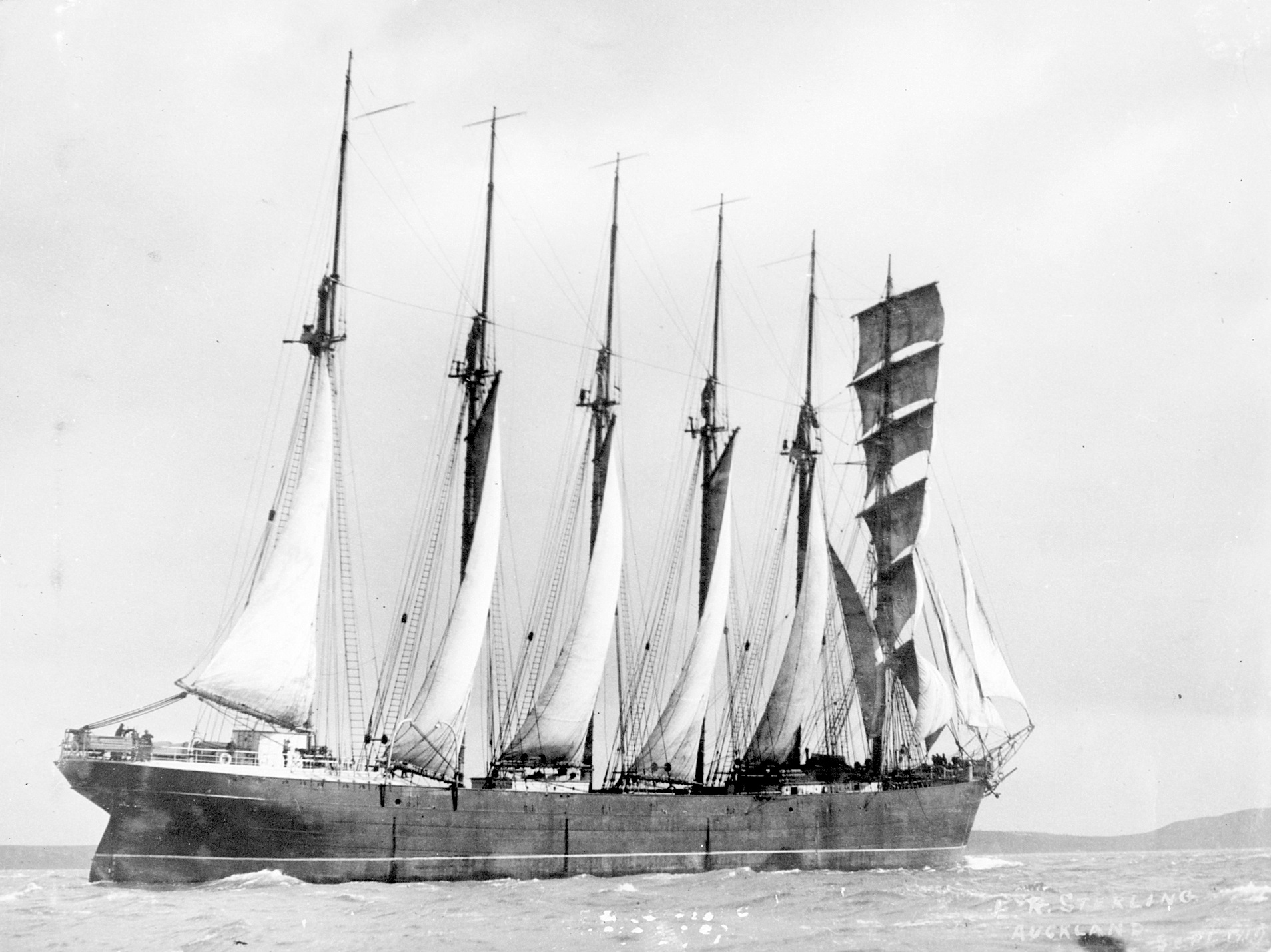
6-Mast-Schonerbark E.R. Sterling

- 6-Mast-Schonerbark E.R. SterlingE. R. Sterling, ursprünglich als eisernes Viermastvollschiff Lord Wolseley 1883 gebaut, später (1898) in eine Viermastbark, nach Entmastung (1903) zur Sechsmastbarkentine umgeriggt[1]

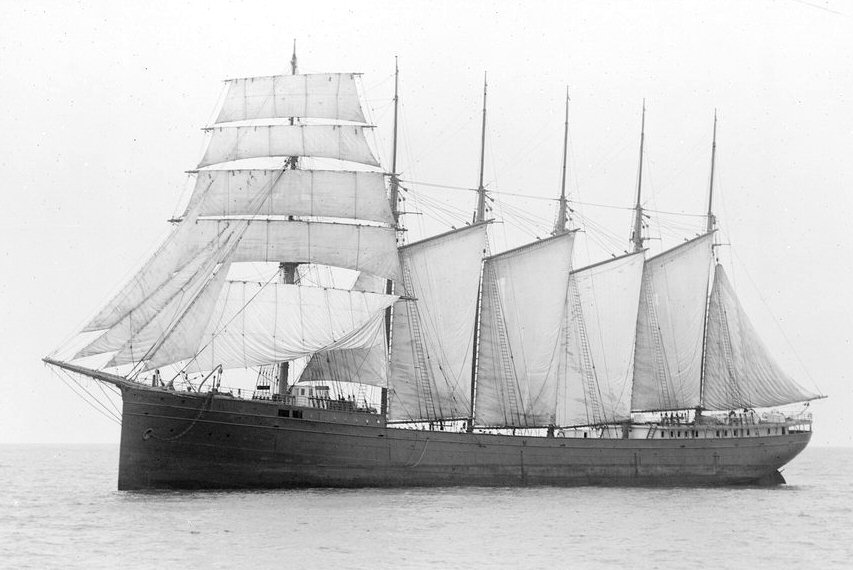
6-Mast-Schonerbark City of Sydney

- 6-Mast-Schonerbark City of SydneyCity of Sydney, ein 1916 umgebauter ehemaliger Dampfer.

Die Benennung der Masten bei den Sechsmastbarkentinen entsprach der bei Sechsmastschonern:
- Fockmast, Großmast, Kreuzmast, Tanzermast, Treibermast, Besanmast
- Foremast, mainmast, mizzenmast, jiggermast, drivermast, spankermast (englische Benennung)

## Jackass- und Polka-Bark

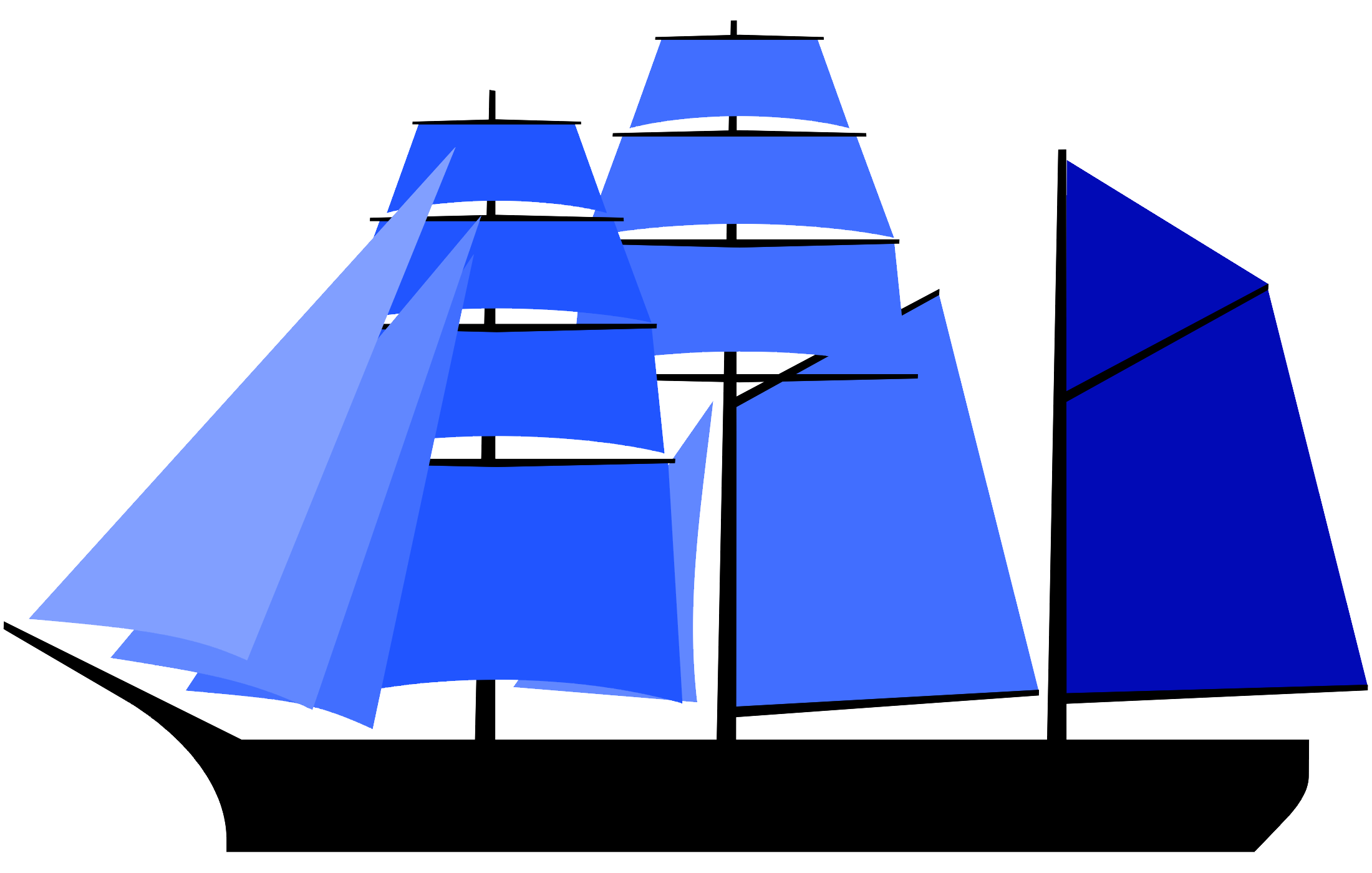
Dreimastige Jackass-Bark mit Mischbesegelung am Großmast

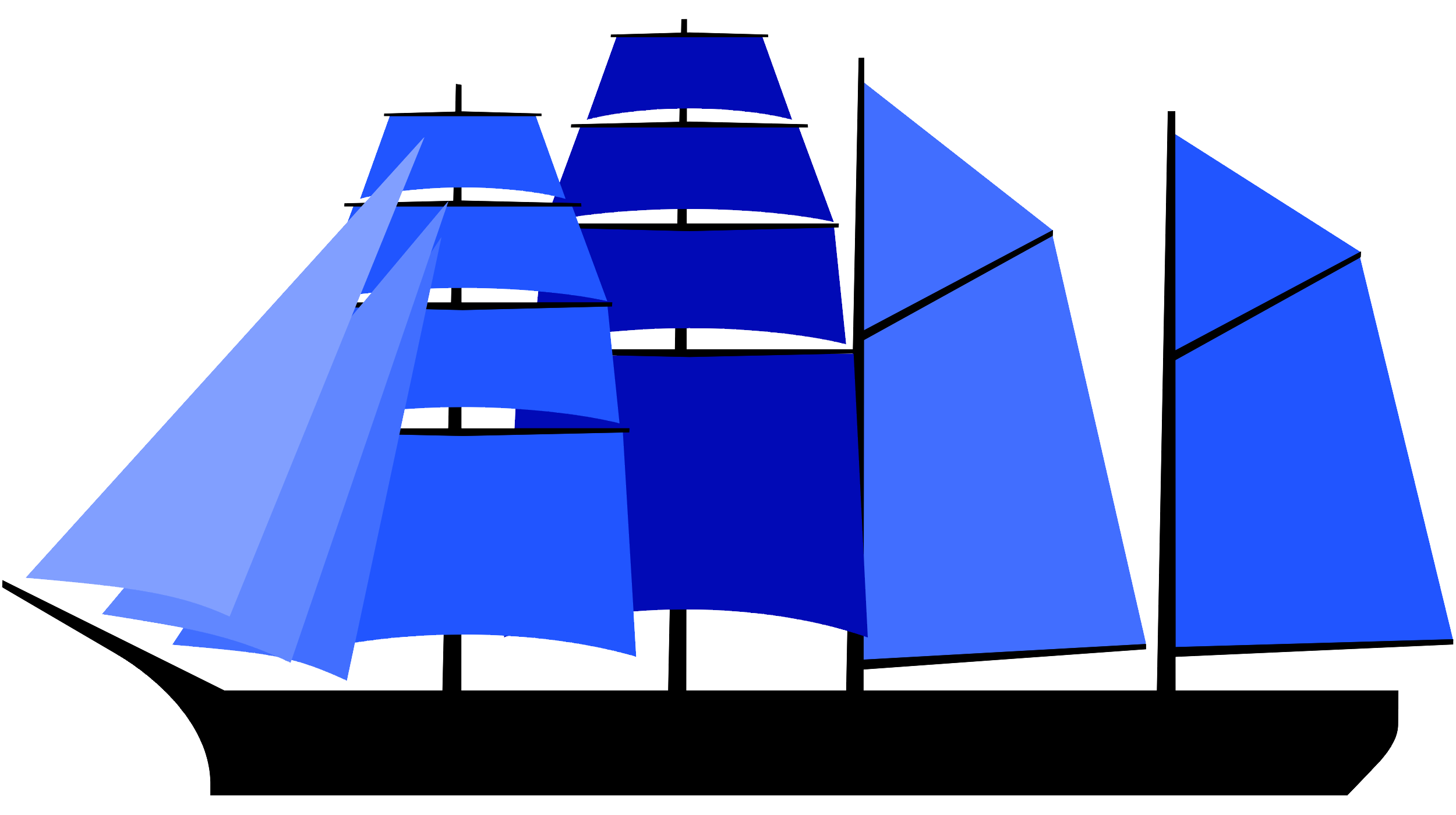
Viermastige Jackass-Bark

Eine besondere Takelage hatten Segler, die je zur Hälfte rah- und schratgetakelt waren. Solche eher selten gebauten Schiffe wurden Jackass-Barken genannt. Unter dieser Bezeichnung wurden zwei Schiffstypen zusammengefasst: Zum einen Dreimaster, deren Fockmast rah- und deren Besanmast schratgetakelt war, während der Großmast eine Mischtakelung mit Gaffelsegel und Rahtopp aufwies; und zum anderen Viermaster, deren vordere beide Masten rah- und deren achtere Masten schonergetakelt waren (also quasi Dreimastbarken mit einem zweiten Besanmast). In den Neuenglandstaaten nannte man eine viermastige Jackass-Bark anschaulich auch einen Gaffelschoner, der eine Brigg jagt (a fore-and-aft schooner chasing a brig).
Das Segelschulschiff Niobe ex Tyholm ex Morton Jensen war seit seinem Umbau im Jahr 1923 eine dreimastige Jackassbark; Beispiel für eine viermastige Jackass-Bark war die 1892 in Bath im US-Bundesstaat Maine gebaute Olympic (1.420 BRT).
Theoretisch wäre auch eine fünfmastige Jackass-Bark denkbar, dadurch gekennzeichnet, dass deren vordere beiden Masten rah- und die achteren beiden Masten schratgetakelt wären und der Mittelmast wiederum eine Mischtakelung hätte.
Manchmal findet sich auch der Begriff Polkabark als Synonym für die Jackassbark. Genau genommen ist eine Polkabark jedoch eine Dreimastschonervariante (Großgaffelsegel an allen drei Masten) mit Rahtopp (meist drei Rahsegel) an den beiden vorderen Masten, also meist ein Dreimastmarssegelschoner oder Dreimastmarsbramsegelschoner. Ein dreimastiger Marstoppsegelschoner oder Bramtoppsegelschoner hat nur Rahen am Vortopp.

## Sonstiges
In dem 1981 erschienenen Roman „Stormwarning“ (dt.: „Feindfahrt“) von Jack Higgins spielt eine Schonerbark eine zentrale Rolle.